# Placówka Straży Celnej „Dębki”

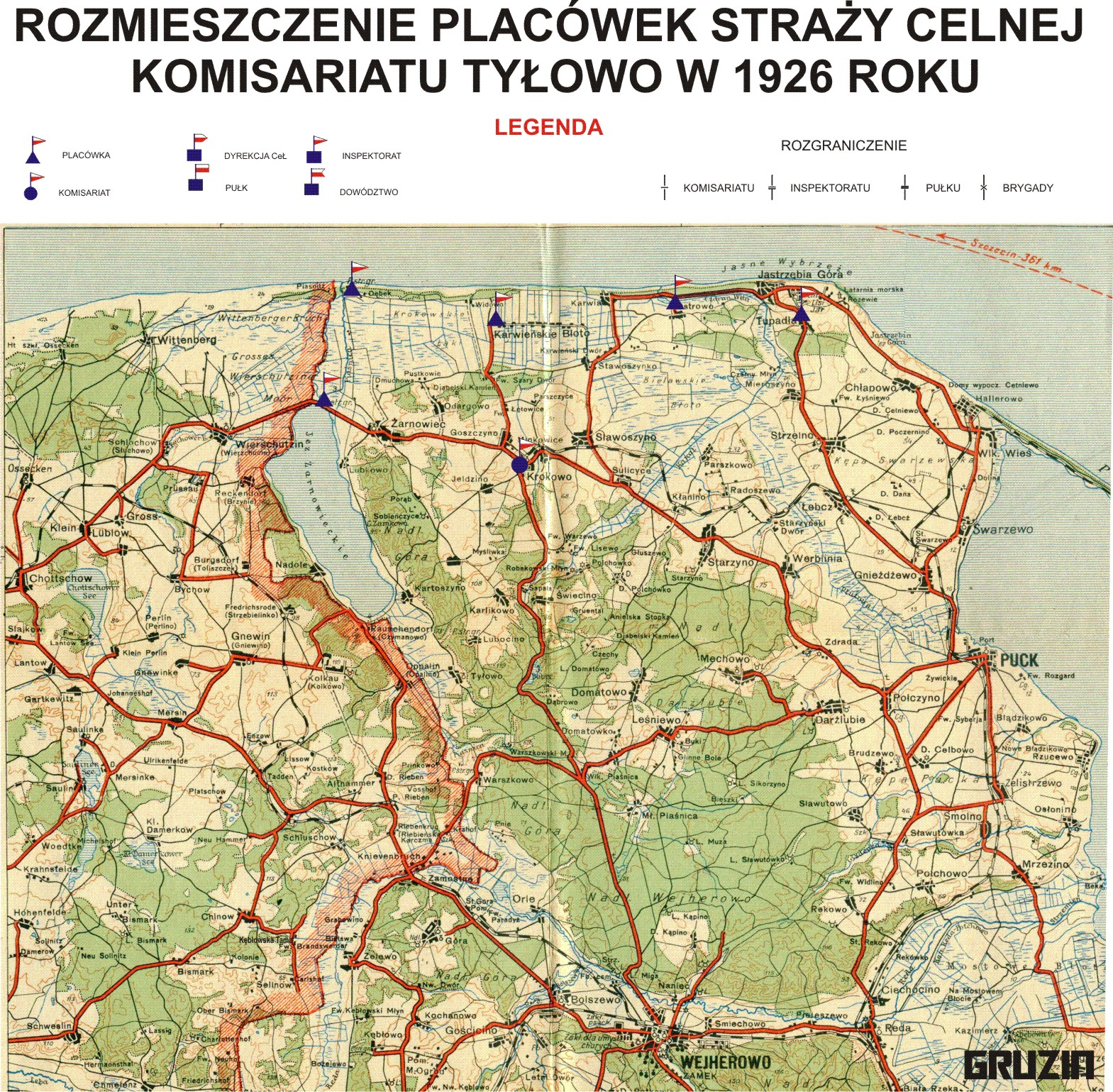
Komisariat Krokowo

Placówka Straży Celnej „Dębki” – jednostka organizacyjna Straży Celnej pełniąca w okresie międzywojennym służbę ochronną na granicy państwowej.

## Formowanie i zmiany organizacyjne
Na wniosek Ministerstwa Skarbu, uchwałą z 10 marca 1920 roku, powołano do życia Straż Celną. Jednostki Straży Celnej rozpoczęły przejmowanie odcinków granicy od pododdziałów Batalionów Celnych. W 1921 roku w Krokowie stacjonował sztab 3 kompanii 19 batalionu celnego. 3 kompania celna wystawiła między innymi placówkę w Dębkach. Proces tworzenia Straży Celnej trwał do końca 1922 roku. Placówka Straży Celnej „Dębek” weszła w podporządkowanie komisariatu Straży Celnej „Krokowo” z Inspektoratu SC „Wejherowo”.
W drugiej połowie 1927 roku przystąpiono do gruntownej reorganizacji Straży Celnej. W praktyce skutkowało to rozwiązaniem tej formacji granicznej. Ochronę północnej, zachodniej i południowej granicy państwa przejęła powołana z dniem 2 kwietnia 1928 roku Straż Graniczna.
Rozkazem nr 2 z 19 kwietnia 1928 roku w sprawie organizacji Pomorskiego Inspektoratu Okręgowego dowódca Straży Granicznej gen. bryg. Stefan Pasławski powołał komisariat Straży Granicznej „Krokowa”, a rozkazem nr 12 z 10 stycznia 1930 roku  w sprawie reorganizacji Pomorskiego Inspektoratu Okręgowego komendant Straży Granicznej płk Jan Jur-Gorzechowski utworzył placówkę Straży Granicznej I linii „Dębek”.

## Służba graniczna
Sąsiednie placówki
- placówka Straży Celnej „Karwieńskie Błota” ⇔ placówka Straży Celnej „Żarnowiec” – 1926[11]

## Funkcjonariusze placówki
Kierownicy placówki
| stopień    | imię i nazwisko, numer   | okres pełnienia służby | kolejne stanowisko |
| ---------- | ------------------------ | ---------------------- | ------------------ |
| przodownik | Franciszek Krzyżan (649) | był w 1926             |                    |

Obsada personalna placówki w 1926:
- przodownik Franciszek Krzyżan (649)
- strażnik Jan Kozanecki (673)
- strażnik Ludwik Łuczkowski (706)
- strażnik Franciszek Sztejka (3053)
- strażnik Stanisław Stachowiak (2108)